# Runavík (comuna)
Runavík é um municipio das Ilhas Feroé, situado na costa oriental da ilha de Eysturoy.
A sede deste município é a pequena cidade de Runavík.

## Localidades do Município de Runavík
- Runavík
- Elduvík
- Funningsfjørður
- Glyvrar
- Lambareiði
- Lambi
- Oyndarfjørður
- Rituvík
- Saltangará
- Skálafjørður
- Skáli
- Skipanes
- Søldarfjørður
- Æðuvík.

## Clubes
- NSÍ Runavík (futebol)

## Personalidades ligadas a Runavík
- Týr (grupo musical)